# Christine Løvmand

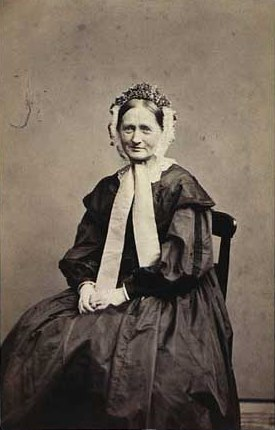
Christine Løvmand fotografiert von Thora Hallager

 Christine Marie Løvmand  (* 19. März 1803 in Kopenhagen, Dänemark; † 10. April 1872 ebenda) war eine dänische Malerin. Sie war eine der Künstlerinnen im Dänemark des Goldenen Zeitalters.

## Leben und Werk
Løvmand war eines von fünf Kindern des Sekretärs Johannes Løvmand (1770–1826) und Sara Christine Lützow (1778–1853). Sie lernte gemeinsam mit ihrer zwei Jahre älteren Schwester Frederikke bei dem Blumenmaler Johannes Ludvig Camradt Zeichnen und Malen. Als ihr Vater 1826 starb, musste sie sich selbst versorgen und gab einige Jahre lang privaten Zeichen- und Malunterricht in ihrem Haus, wo sie junge Frauen im Rahmen ihrer Ausbildung unterrichtete. Unter den Studentinnen waren die Schauspielerin Johanne Luise Heiberg, die Schriftstellerin Benedicte Arnesen Kall und ihre Cousine Eleonora Tscherning, die selbst eine anerkannte Malerin wurde.
Sie nahm von 1831 bis 1834 Privatunterricht bei Christoffer Wilhelm Eckersberg, da Frauen bis 1888 keinen Zugang zur Akademie der Künste hatten. Da Frauen keine Aktmodelle zeichnen durften, widmete sie sich der Blumenmalerei.
1827 hatten sie und ihre Schwester Frederikke Løvmand ihre erste Ausstellung auf der Frühlingsausstellung in Charlottenborg, wo sie jedes Jahr bis 1833 und erneut in den Zeiträumen von 1837 bis 1847 und von 1849 bis 1872 ausstellten. Bereits 1827 verkaufte sie das erste Gemälde an die königliche Gemäldesammlung, das heutige Statens Museum for Kunst. Prinz Christian Frederik erwarb von ihr 1829 ein Bild und 1837 zwei weitere Bilder. Als regierender König finanzierte Christian VIII. ihr 1842 eine Reise durch Deutschland und 1847 einen Studienaufenthalt in Paris.
Løvmand starb im Alter von 69 Jahren und wurde auf dem Assistenzfriedhof beigesetzt.
Seit den 1970er Jahren wurden mehrere Bilder von Løvmand auf internationalen Auktionen versteigert.

## Posthume Ausstellungen (Auswahl)
- 1872: Den nordiske Industri- og Konstudstilling i Kjøbenhavn
- 1895: Kvindernes Udstilling (Künstlerinnen-Ausstellung)
- 1920: Kvindelige Kunstneres retrospektive Udstilling[5]
- 1980:  Danske kvindelige kunstnere fra det 19. og 20. århundrede (Dänischen Künstlerinnen des 19. und 20. Jahrhunderts), Statens Museum for Kunst
- 1983: CW Eckersberg und seine Schüler, Statens Museum for Kunst

## Gemälde von Christine Løvmand

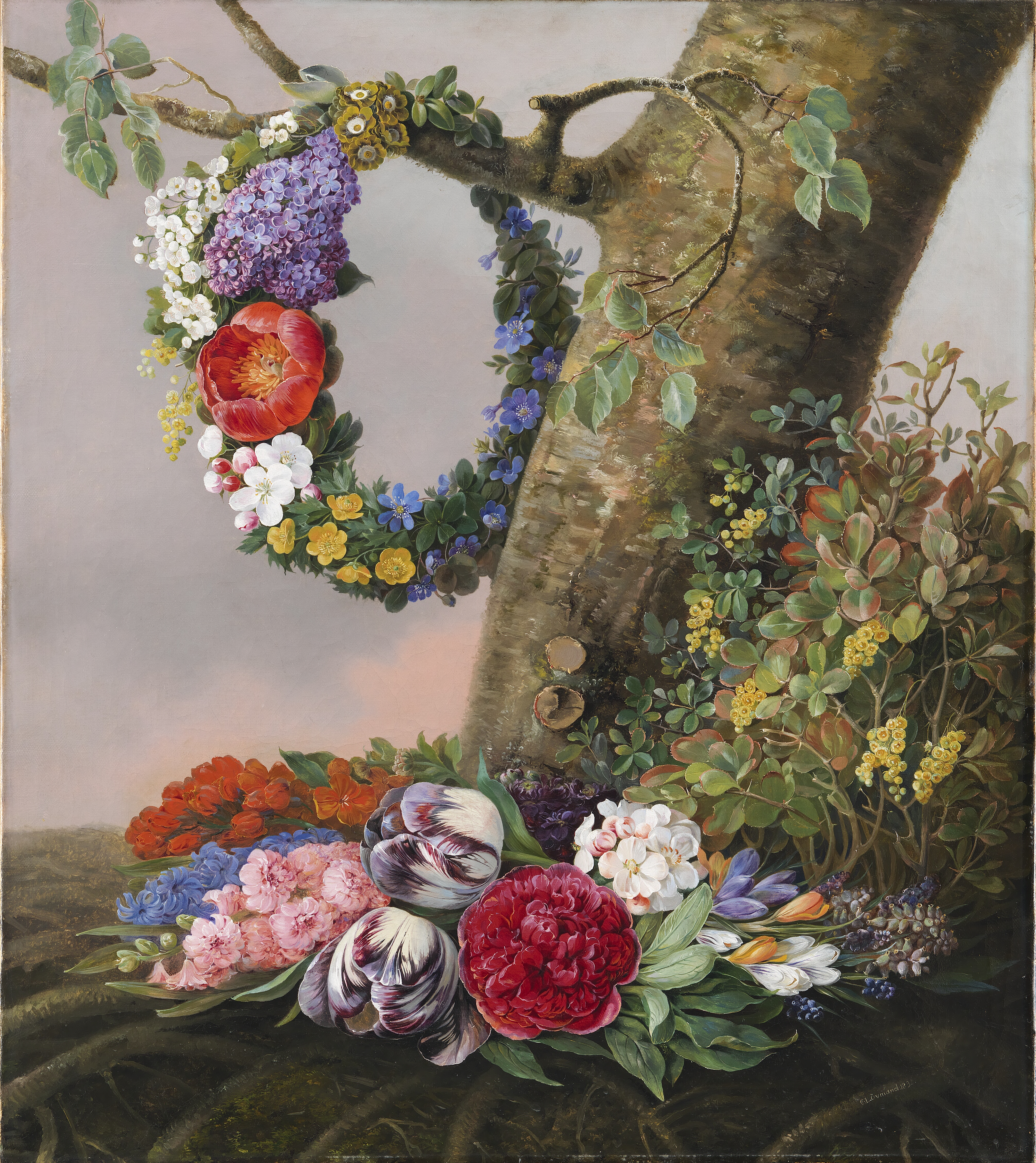
Ein Blumenstrauß am Fuße eines Baumes. Dazu eine Blumengirlande am Zweig, 1832
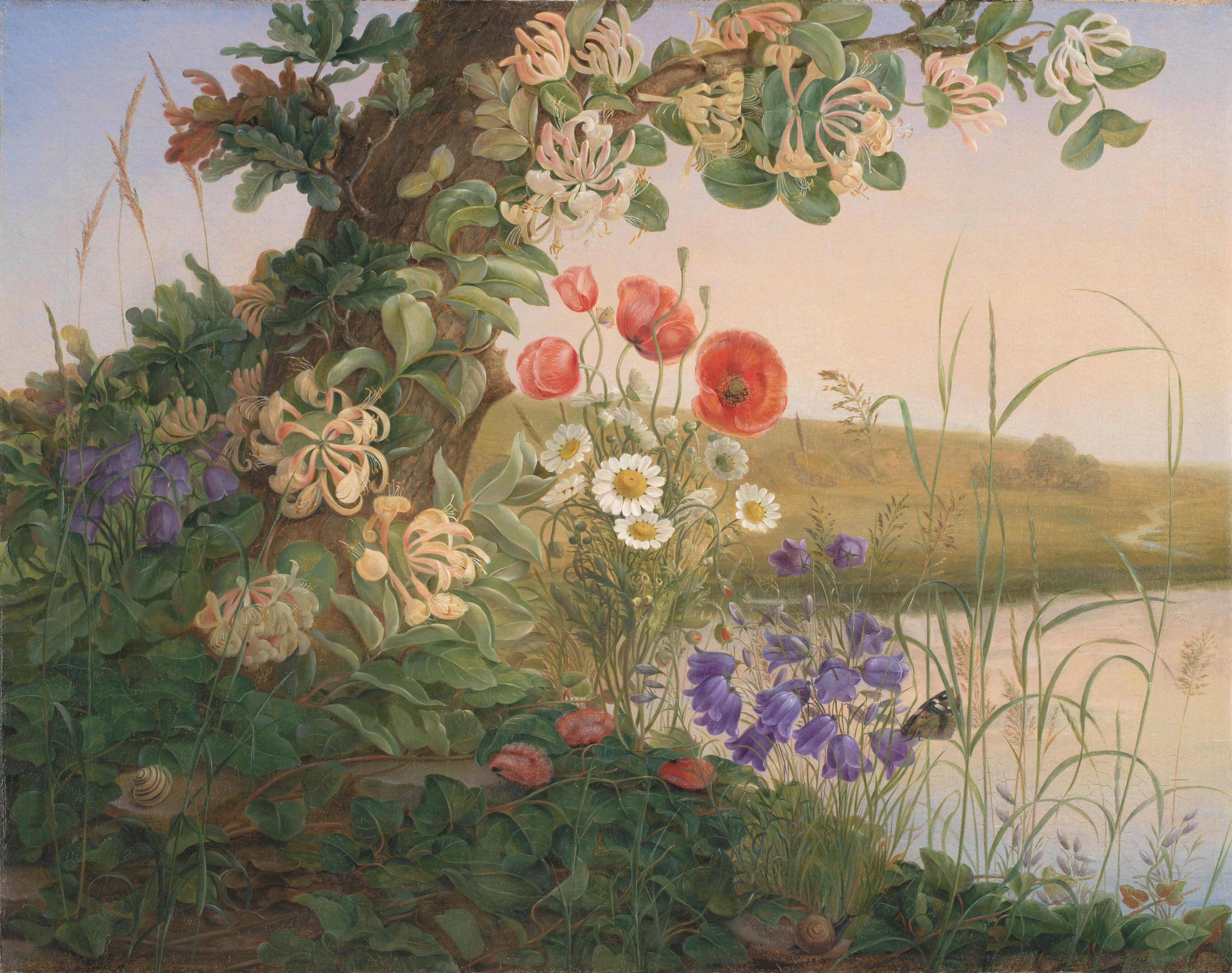
Blumenstück, 1841
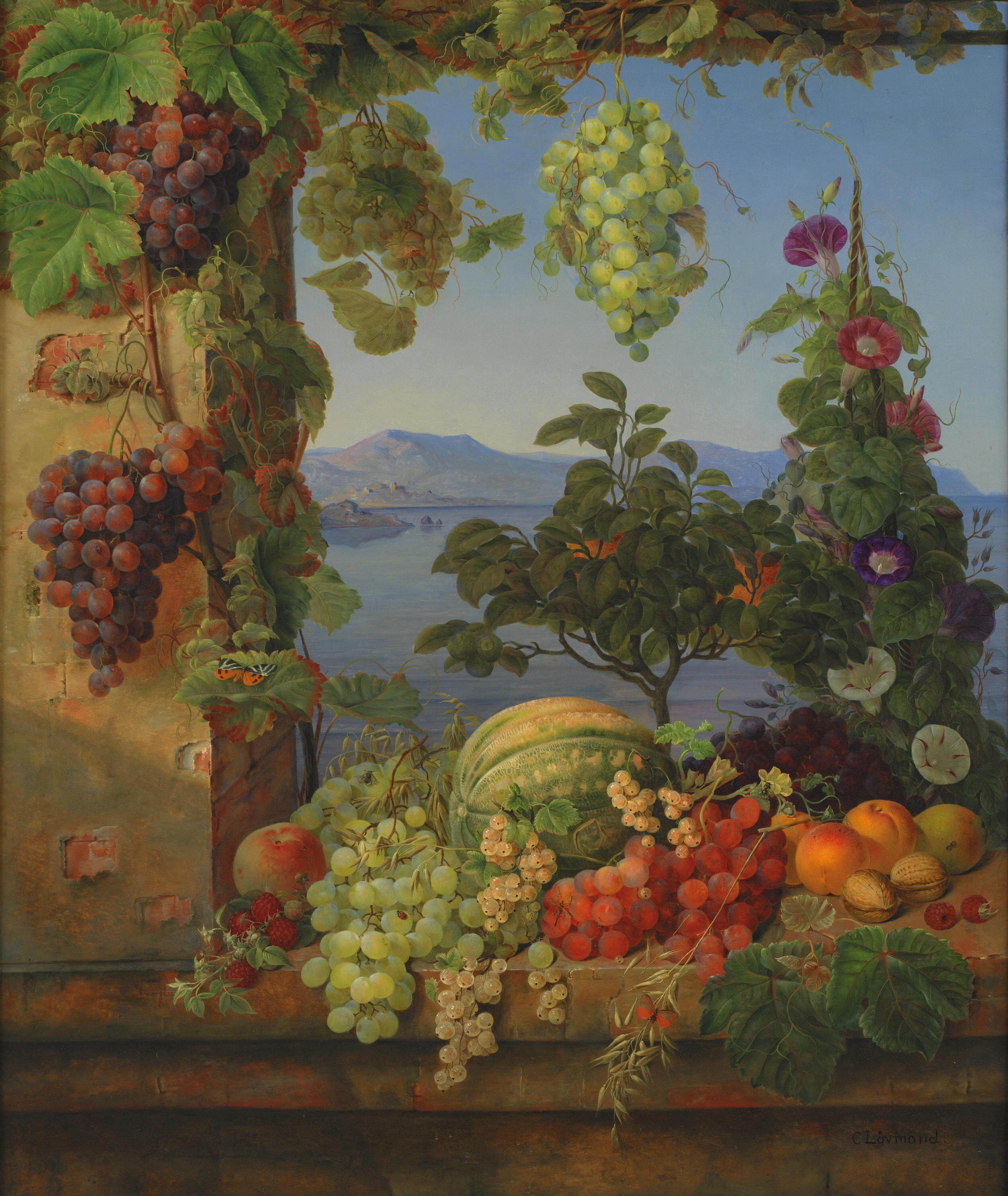
Früchte in einer italienischen Landschaft, 1844
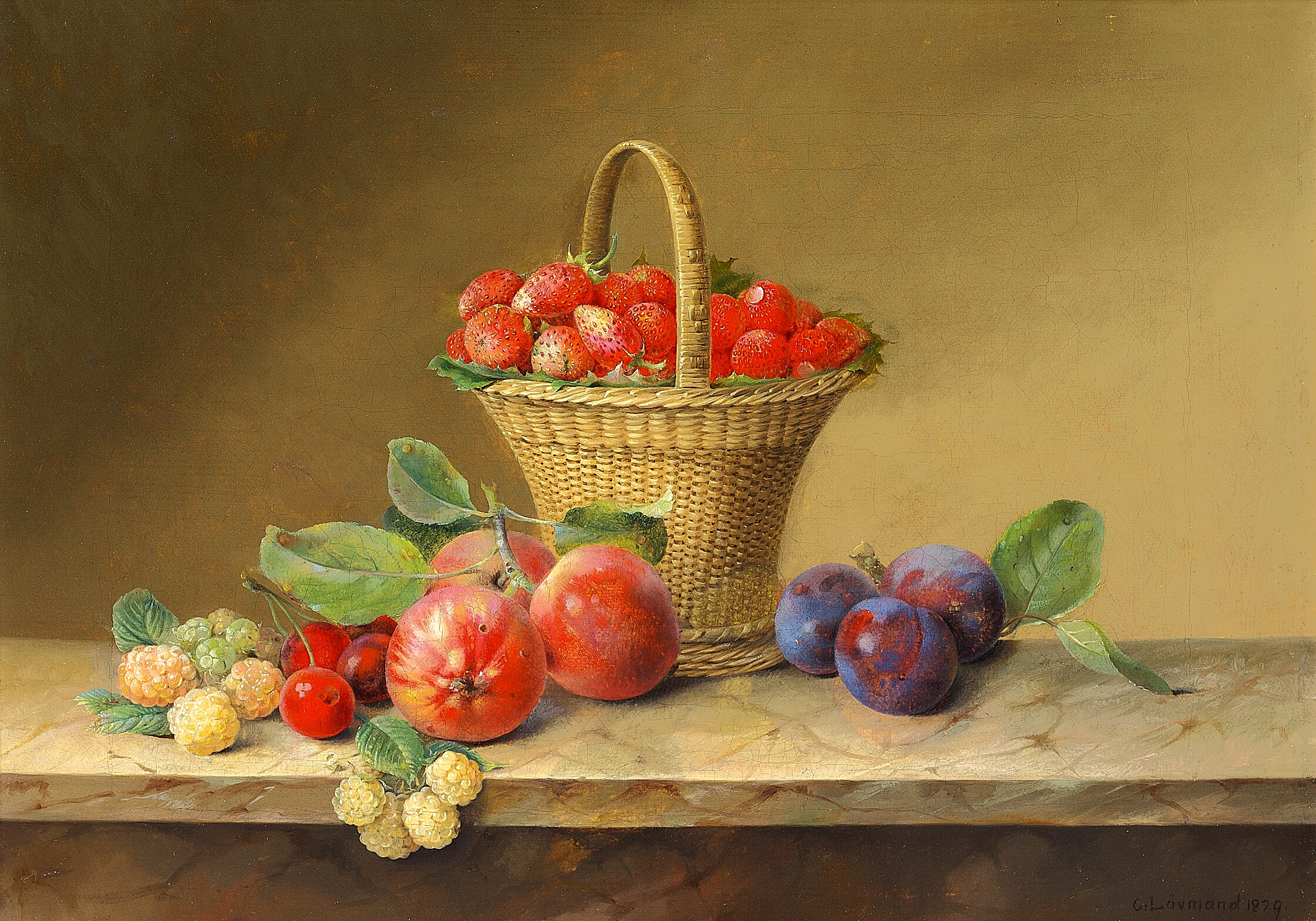
Erdbeeren in einem Korb mit Äpfeln und Pflaumen, 1829
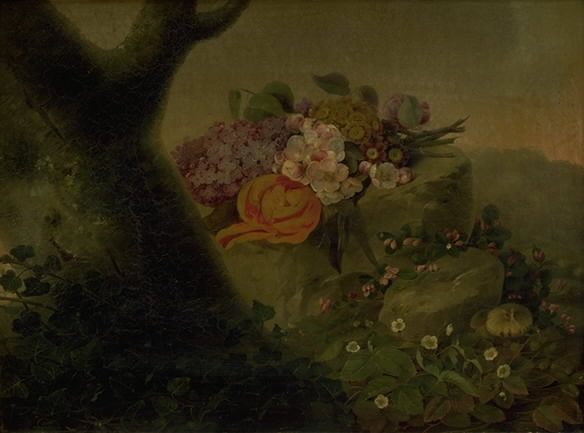
Blumen auf einem Stein, zwischen 1818 und 1872
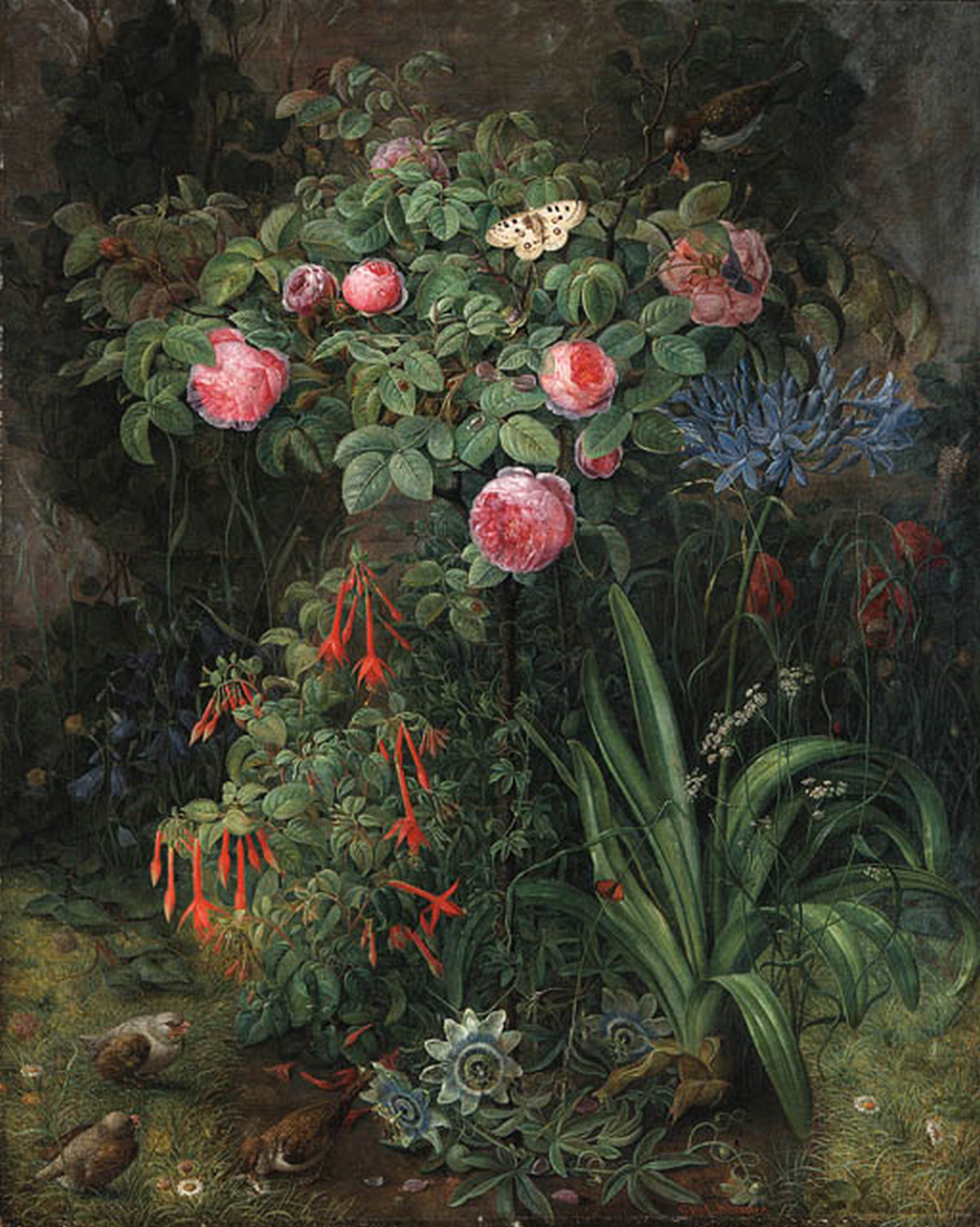
Vögel bei Sommerblumen, zwischen 1821 und 1872
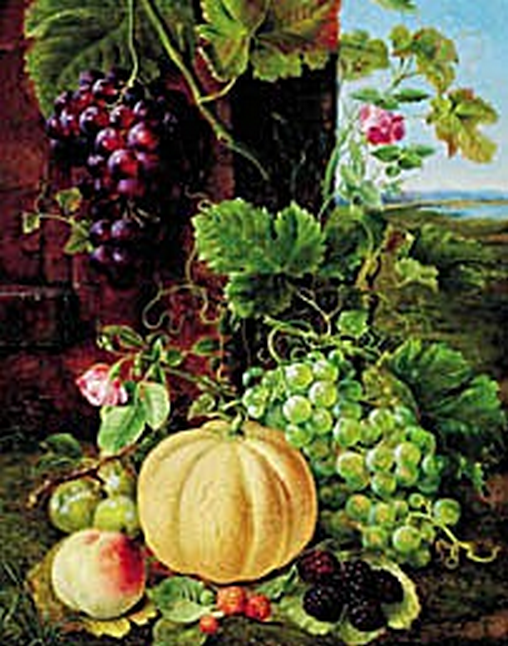
Stillleben mit Früchten in einer Landschaft, zwischen 1821 und 1872
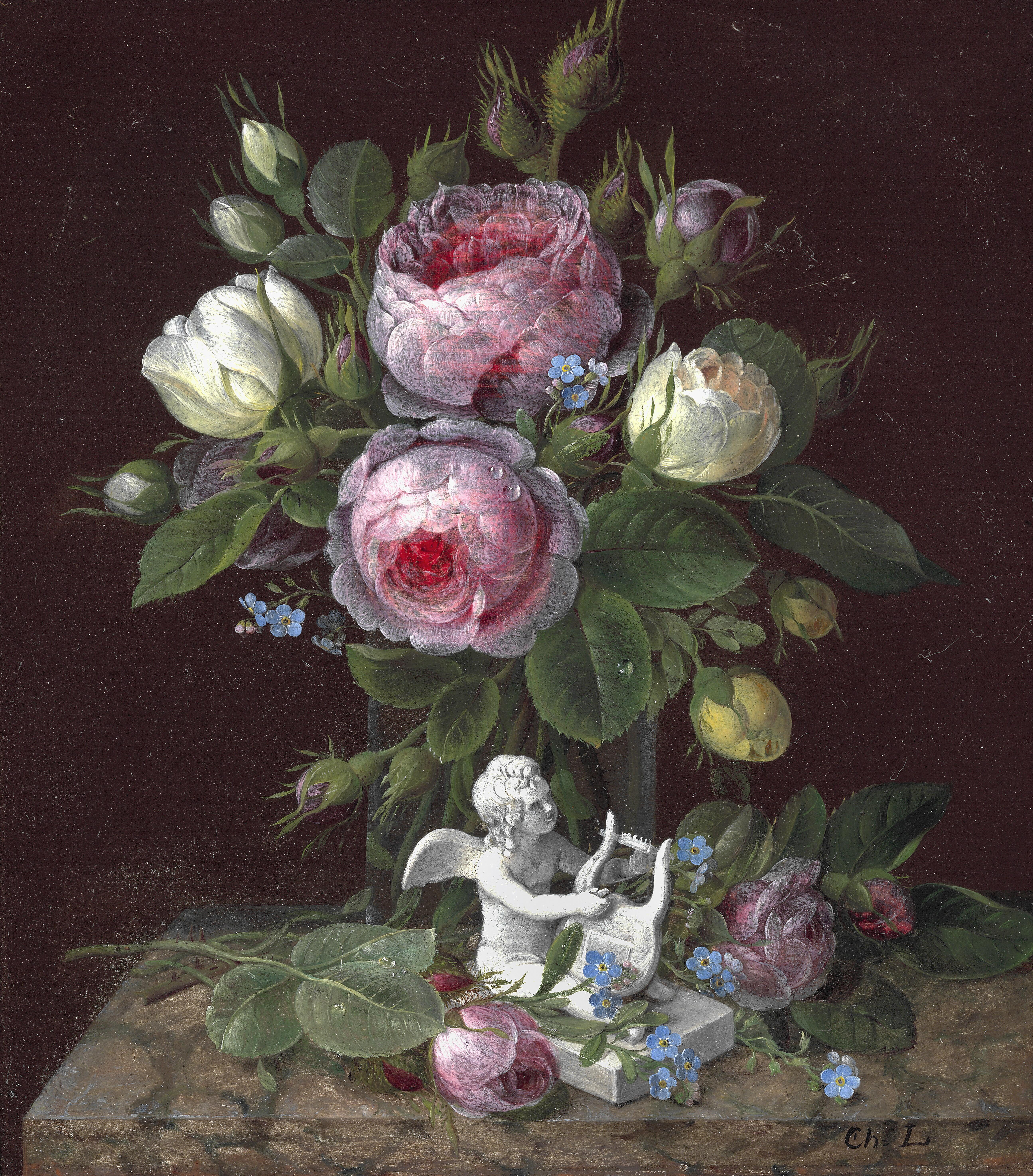
Arrangement mit weißen und rosafarbenen Rosen und Vergissmeinnicht in einer Glasvase
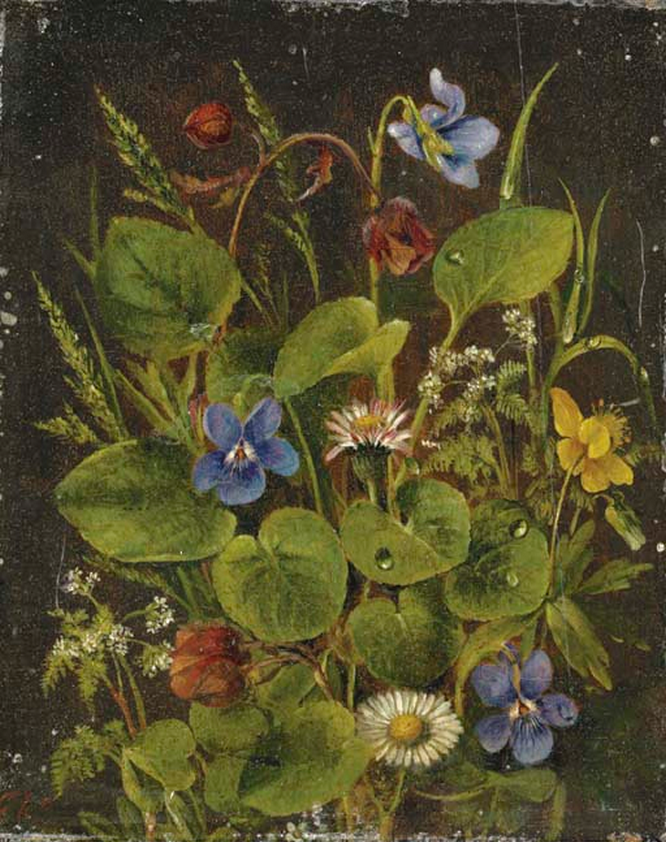
Wildblumen, zwischen 1821 und 1872
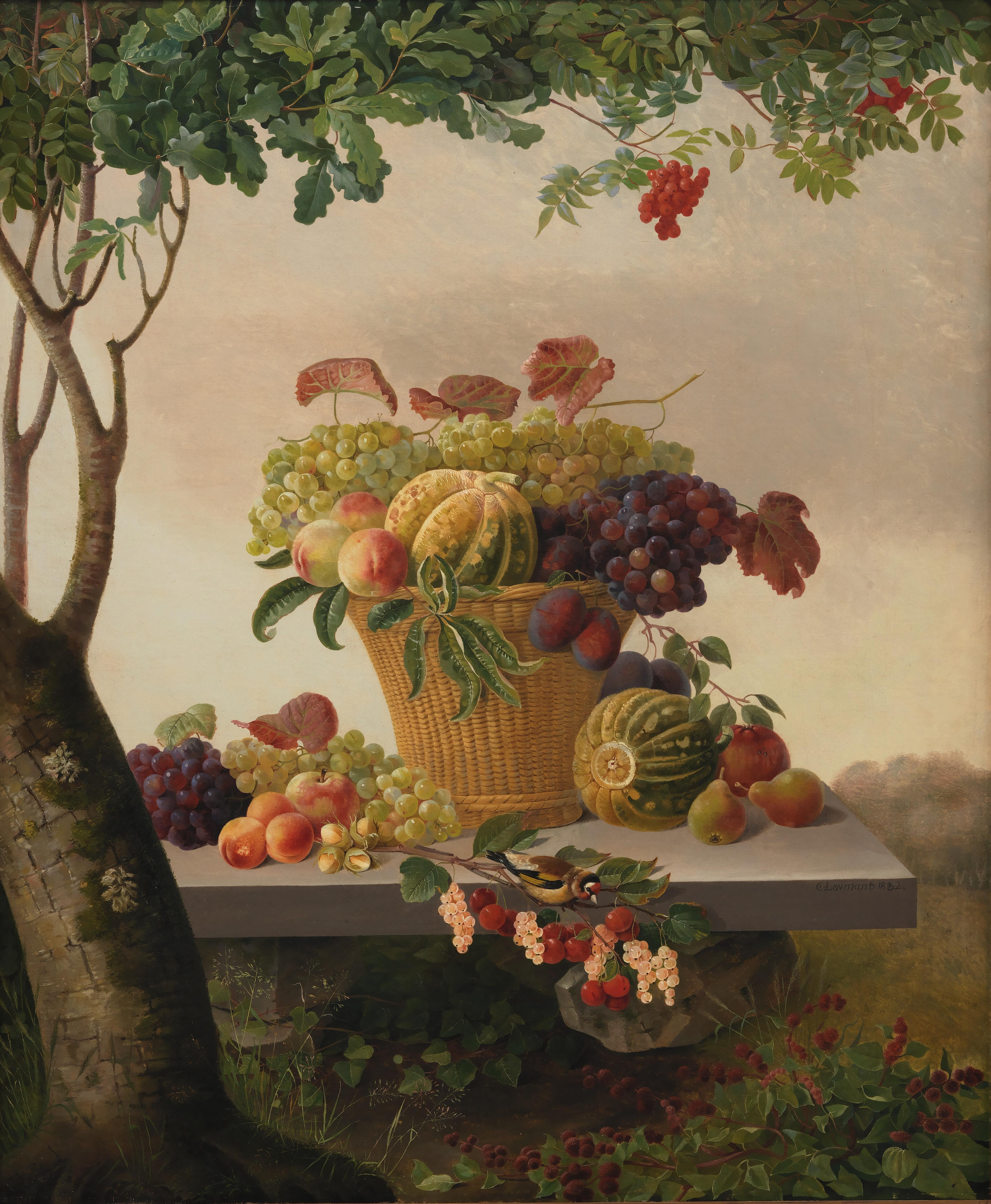
Obstkorb in einer Landschaft, 1832